# Amphoe Khaen Dong
Amphoe Khaen Dong (thaï : แคนดง) est un amphoe de la province de Buriram.